# Donald M. Thomas
Donald Michael Thomas (* 27. Januar 1935 in Redruth, Cornwall; † 26. März 2023 in Truro, Cornwall), allgemein bekannt als D. M. Thomas, war ein britischer Schriftsteller, der 1978 mit dem Cholmondeley Award ausgezeichnet wurde und 1981 mit seinem Roman The White Hotel einen Welterfolg hatte.

## Leben
Donald Michael Thomas besuchte die Trewirgie Primary School sowie die Redruth Grammar School und leistete Militärdienst in der British Army. Danach begann er ein Studium der Anglistik am New College der University Oxford, das er 1958 mit Auszeichnung (First Class Honours) mit einem Bachelor of Arts (B.A.) abschloss. 1961 erwarb er zudem einen Master of Arts (M.A.) nach einem postgradualen Studium. Er war als Dozent an Universität im Großbritannien und in den USA tätig. 1968 veröffentlichte er mit Two Voices seine ersten Gedichte. In seiner ersten Gedichtsammlung Logan Stone (1971) beschäftigte er sich mit Themen, die von Erotik über Science-Fiction bis zu seiner Heimat Cornwall reichten und zu den immer wiederkehrenden Themen seiner Werke wurden. Seine späteren Sammlungen – darunter The Shaft (1973), Love and Other Deaths (1975) und The Honeymoon Voyage (1978) – wurden für ihre Untersuchungen zu Tod, Verlust und Aspekten der Sexualität gelobt. Seine vielseitigen Werke befassten sich ferner mit phantastischen, psychoanalytischen und satirischen Themen, wobei er durch Experimentieren mit Metaphern und Erzähltechniken komplexe Seelenzustände enthüllte.
Seine Gedichte erschienen auch in Literaturzeitschriften wie Poetry. Seine 1976 erstmals gesammelten Übersetzungen der russischen Dichterin Anna Andrejewna Achmatowa beeinflussten sowohl seine spätere Fiktion als auch seine Poesie. 1978 wurde Thomas mit dem Cholmondeley Award ausgezeichnet. Achmatova ist auch das Modell für die Titelfigur von The Flute-Player (1979). Wie diese Arbeit ist sein zweiter Roman Birthstone (1980) eine Fantasie.
1981 hatte er mit seinem Roman The White Hotel einen Welterfolg. Der formal innovative, zum Teil in Gedichtform geschriebene Roman, der sowohl den Cheltenham-Preis als auch den Pen Silver Pen gewann, handelt von Lisa Erdman, einer früheren Patientin von Sigmund Freud, und untersucht ihre sexuelle Hysterie und ihre Vorahnungen des Babyn-Jar-Massakers von 1941, bei dem sie schließlich stirbt. Er verwendete dabei Ideen Freuds zur Behandlung der Erinnerung an den Holocaust, die in einem späteren Roman von Thomas, Pictures at an Exhibition (1993), wieder auftauchen. Die Behandlung des Themas des Romans, der Schrecken des Holocaust, ist sowohl äußerst kreativ als auch gewagt. Der Protagonist des Romans ist ein Opfer des Völkermords der Nazis. Das Buch kann in die Kategorie der Holocaust-Fiktion eingeordnet werden.
Thomas kehrte in den meisten seiner späteren Romane zur Fantasie zurück, einschließlich der vier Romane, aus denen seine Tetralogie der russischen Nächte besteht: Ararat (1983), Swallow (1984), Sphinx (1986) und Summit (1987). Zu seinen weiteren Romanen gehören Lying Together (1990), Flying into Love (1992), Lady with a Laptop (1996), Charlotte (2000) und Hunters in the Snow (2014). Vintage Ghosts (2012) wiederum ist ein Versroman, während sich Thomas für Mrs. English and Other Women (2014) von seinem eigenen Leben inspirieren ließ.
Donald Michael Thomas verstarb im März 2023 im Alter von 88 Jahren in Truro, Cornwall.

## Veröffentlichungen

### Lyrik
- Two Voices, 1968
- The Lover’s Horoscope, 1970
- The granite kingdom. Poems of Cornwall, 1970
- Logan stone, 1971
- The Shaft, 1973
- Lilith-prints, 1974
- Symphony in Moscow. A poem, 1974
- Love and Other Deaths, 1975[5]
- The Honeymoon Voyage, 1978
- Protest. A poem by D.M. Thomas after a Medieval Armenian poem by Frik, 1980
- Dreaming in Bronze, 1981
- Selected Poems, 1983
- The Puberty Tree, 1992
- Flight and smoke. Poems, 2009
- Two countries. Poems, 2011
- Corona Man. A Fictional Verse Journal in the Plague Year, 2020
- The Last Waltz. Poems, 2021

### Romane
- Orpheus in hell, 1977
- The Flute Player, 1979
- The White Hotel, 1981
- Birthstone, 1982
- Ararat, 1983
- Swallow, 1984
- Sphinx, 1986
- Summit, 1987
- Lying Together, 1990
- Flying into Love, 1992
- Pictures at an Exhibition, 1993
- Eating Pavlova, 1994
- Lady with a Laptop, 1996
- Charlotte, 2000
- Bleak hotel, 2008
- Hunters in the Snow, 2014

### Erinnerungen und Biografien
- Memories and hallucinations. A memoir, 1988
- Alexander Solzhenizyn, 1998
- Charlotte Bronte Revelations. The Final Journey of Jane Eyre, 2000

In deutscher Sprache
- Das weiße Hotel, Hanser Verlag, München Wien 1985, ISBN 978-3-446-13499-7
- Solschenizyn. Die Biographie, Propyläen Verlag, Berlin 1998, ISBN 978-3-549-05611-0

## Hintergrundliteratur
- D.M. Thomas, Clare Boylan and Wendy Perriam. Writers in Conversation, 1980
- Gero von Wilpert: Lexikon der Weltliteratur. Fremdsprachige Autoren, Band II L–Z, Stuttgart 2004, S. 1796, ISBN 978-3-520-84301-2

## Auszeichnungen (Auswahl)
- 1978: Cholmondeley Award